# Secantă (trigonometrie)

Graficul funcției secantă

Secanta (abreviată sec) este o funcție trigonometrică periodică, reciproca funcției cosinus, definită în contextul unui triunghi dreptunghic ca fiind raportul dintre ipotenuză și cateta alăturată: 
{\displaystyle \sec \alpha ={\frac {1}{\cos \alpha }}={\frac {c}{b}}}